# Ampelocalamus scandens
Ampelocalamus scandens là một loài tre có nguồn gốc từ tỉnh Quý Châu, Trung Quốc. Cây có thể đạt chiều cao 10 m và đường kính thân 0,8 cm, mọc ở độ cao từ 265 – 320m.